# 佳能PowerShot S3 IS
佳能 PowerShot S3 IS 这部600万像素的数码相机首次亮相于2006年2月并且在当年五月正式发布。它是佳能第三款长焦数码相机，拥有12x 变焦镜头和IS影像稳定系统。它的前任型号是拥有12x 变焦镜头，DIGIC处理器和IS影像稳定系统但是只有500万像素的Canon PowerShot S2 IS。

## Features
- 600万有效像素
- 1/2.5 英寸 (10 mm) CCD 感光元件
- 12x 光学变焦，4x 數碼变焦（总共大约 48x 变焦）（35 mm 等效）
- 光学影像稳定系统 (Shift Type)
- 超声波马达
- 超长的VGA分辨率有声短片拍摄功能
- 带有iSAPS功能的佳能DIGIC II处理器
- 支援PictBridge协议以及佳能直接打印功能 - 无需个人电脑
- 20 种拍摄模式（包括快門先決，光圈先決，全手動模式）
- 光圈范围：F2.7/F3.5 to F8
  - 微距范围：10 至 50 cm（最宽视角）; 30 至 50 cm（略微变焦）; 90 cm 至无穷远（大于三倍变焦）
- 超级微距功能：0 到 10 cm（在最大视角模式下聚焦）
- 最短快门：1/3200 s，最大快门：15 s
- 640 x 480 15/30 帧 无限制立体声短片（最大限制1GB大小和），或者 320 x 240 下 60/30/15 帧每秒
- 电子取景器（11.5万像素）
- 连拍能力：2.3 张每秒
- 2.0"（翻转式）LCD（11.5万像素）
- 尺寸：113.4 x 78 x 75.5 mm (4.5 x 3.1 x 3.0 in)
- 重量：410 g